# 浜松空襲

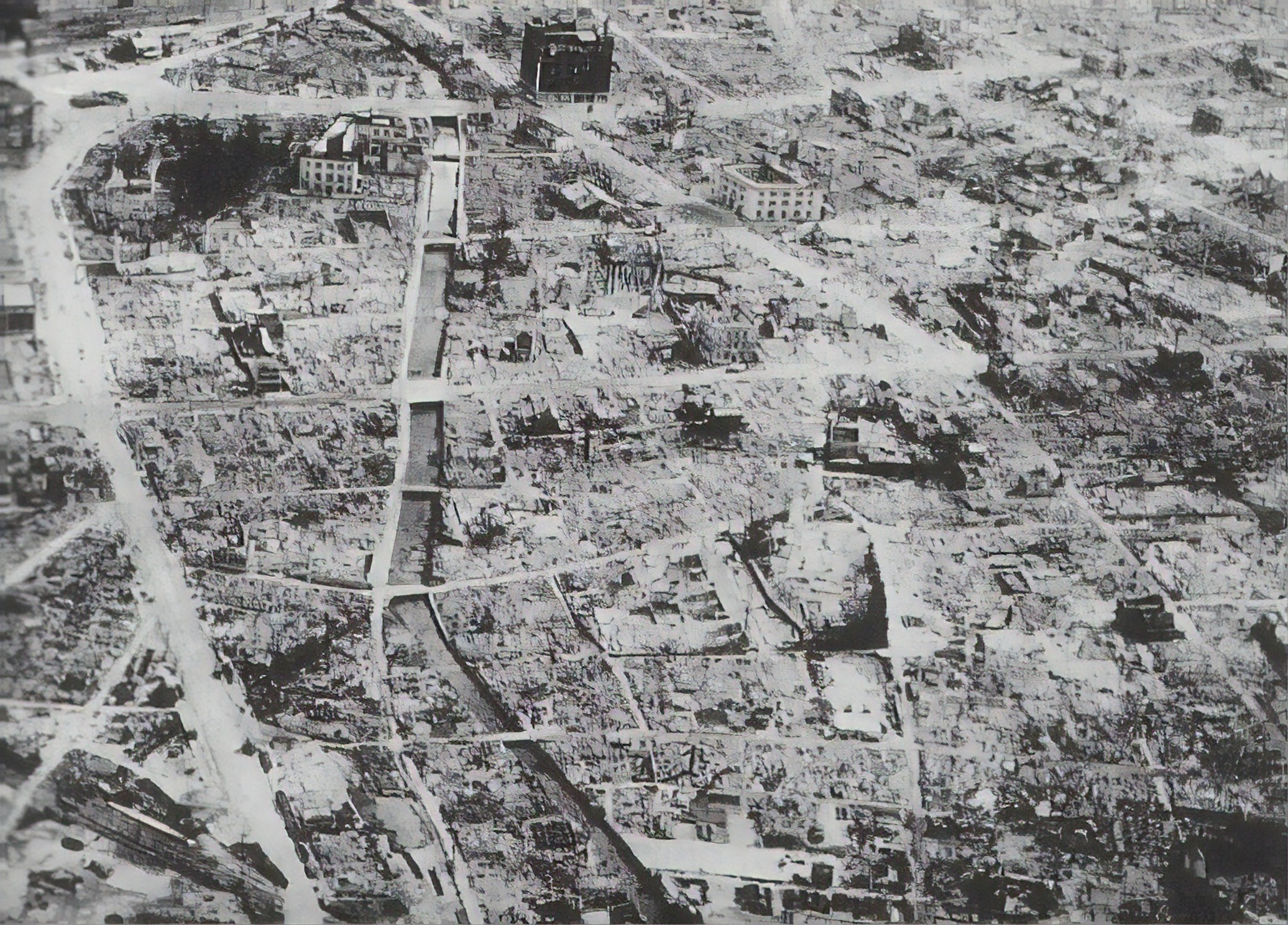
空襲後の浜松

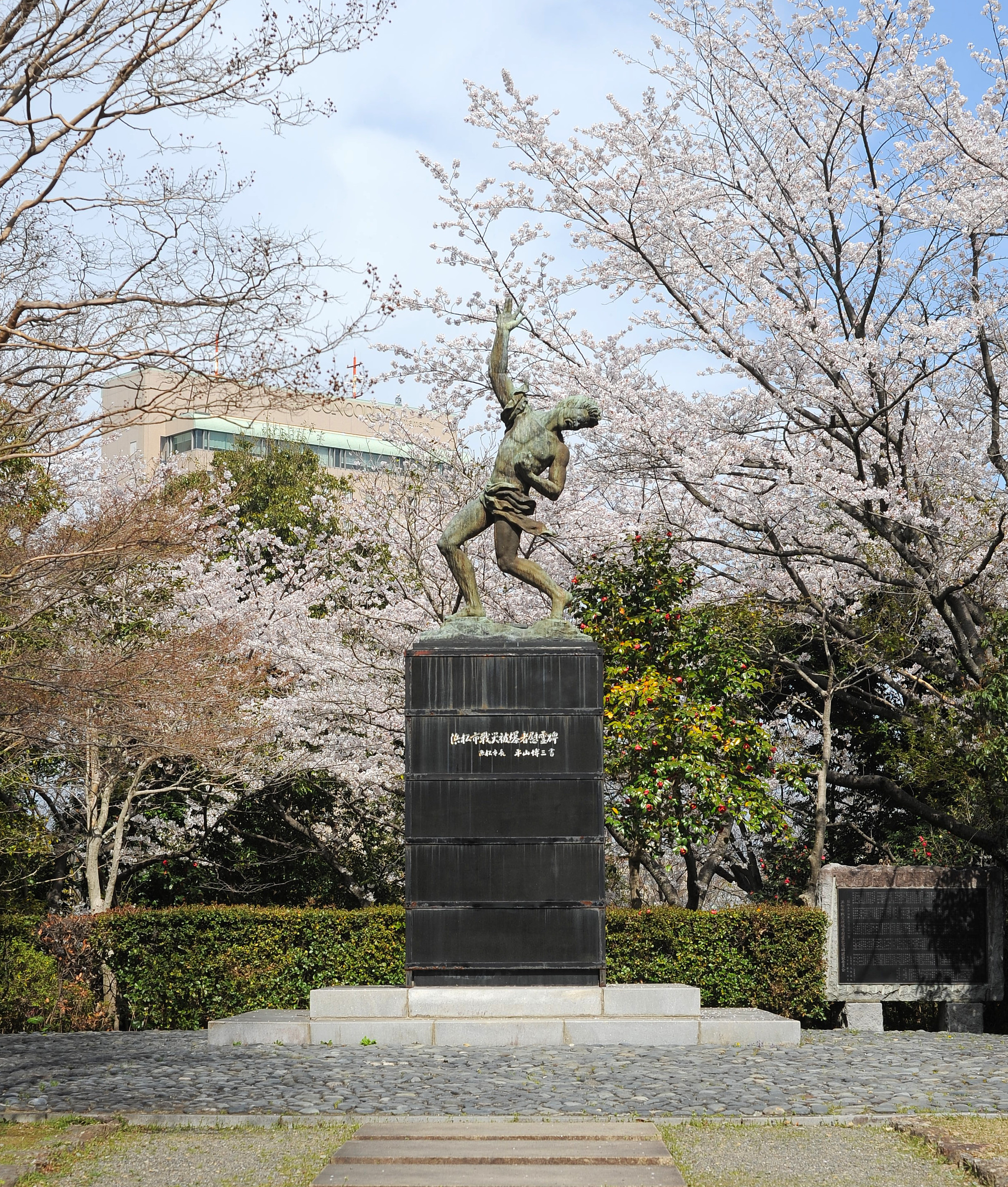
浜松市戦災被爆者慰霊碑（浜松城公園）

浜松空襲（はままつくうしゅう）は、第二次世界大戦末期に連合国軍によって行われた、静岡県浜松市とその周辺地域に対する戦略爆撃・無差別攻撃の通称。アメリカ軍と艦砲射撃にはイギリス海軍の戦艦も参加した。

## 概要
浜松とその近郊は、その都市規模に比して多数回の空襲を受けた。その理由として、
1. 軍施設が数多くあった。（浜松陸軍飛行場、浜松教導飛行師団など）
2. 軍需工場が数多くあった。（日本楽器、中島飛行機、鈴木織機など）
3. 東海道の要に当たり、また、鉄道省浜松工機部があった。
4. 東京・名古屋を空襲するB-29爆撃機の往復ルートに当たっていた。空襲後、基地に帰る部隊は残った爆弾を浜松に捨てて帰るように命じられていた。

第21爆撃機集団による対日都市攻撃被害報告によると、当時の浜松の人口は166,346人。計560機により3,076トンの爆弾を投下したとある。これは横浜大空襲よりも多い機数で多くの爆弾を投下したことになる。

## 空襲の経緯
- 1944年11月27日、東京湾岸地域の空襲のついでに浜松を爆撃。
- 1945年2月15日、54機のB-29が三菱重工業名古屋発動機製作所[1]を空襲したついでに、浜松南部（海老塚地区）に空襲。浜松基地にも空襲。B-29が6機。死者約150名。
- 1945年4月30日、浜松都市地域を第一目標とした、中心部（軍需工場の多かった寺島・龍禅寺地区）への空襲。B-29が69機。死者約1,000名。
- 1945年5月19日、東部・西北部に空襲。死者約450名。
- 1945年6月18日、浜松都市地域を第一目標とした、市街地への空襲（浜松大空襲）。死者約1,800名。
- 1945年7月29日、戦艦サウスダコタ、マサチューセッツ 、インディアナ  、キング・ジョージ5世等による艦砲射撃。目標は国鉄浜松工機部・浜松駅・日本楽器・東洋紡績など。死者約170名。

## 空襲後
浜松復興記念館に残る資料によると、浜松空襲の死傷者は4,649人、建物の倒壊9,420棟、焼失2万274棟の被害を出した。総戸数の9割以上が被害を受け、罹災人口は約64%で12万人に達した。
浜松市は市民戦傷者24人に年間25,000円の見舞金を支給している。
駅前の通りに46本あったプラタナスのうち空襲後も3本が残り、1964年（昭和39年）に市民の木となった。
2020年代に入ってから、山口県宇部市の空襲として同市の市史や教材に使用されてきた写真について、浜松空襲のものではないかと指摘された。宇部市も写真を浜松市街地と確認したものの、写真では松菱百貨店が消去されるなどの加工が施されており、誤って掲載された経緯は不明である。